# Hirogaru Sky! Pretty Cure
Hirogaru Sky! Pretty Cure (яп. ひろがるスカイ！プリキュア) — двадцатый сезон, который начался после Delicious Party♡PreCure 5 февраля 2023 года. В этот раз мир спасает Сора Харэватару. Выход сезона приурочен к двадцатилетнему юбилею франшизы Pretty Cure. Основные темы сезона — небо и супергерои.

## Сюжет
В небесном королевстве Скайленд спокойно течёт жизнь. Но когда Империя Андерг, нападает на город, они похищают дочь короля Скайленда, принцессу Элли. 14-летняя Сора Харэватару отправляется спасать её. После спасения, они попадают на Землю в город Сорасидо. Там Сора знакомится с Масиро Нидзигаока и живёт у неё. Вскоре в погоне за принцессой Империя подземных отправляется в город. Чтобы  защитить Элли, Сора становится Прикюа, Кюа Скай. Вскоре и Масиро становится Кюа Призм. Также к ним присоединяются птица-мальчик Цубаса Юнаги (Кюа Винг) и подруга детства Масиро Агэха Хидзири (Кюа Баттерфляй). Вместе они защищают Элли от злодеев ну и город от хаоса.
После каждого сражения команда узнаёт новую информацию. Вскоре выясняется, что все злодеи с которыми сражались ПриКюа прислуживают Империи Андерг, которой руководит некая Кайзерин Андерг. Вскоре случается чудо - Малышка Элли превращается в ПриКюа, и команда получает усиление. Ближе к финалу, сама Кайзерин Андерг предстаёт перед командой ПриКюа. И раскрывается коварный замысел одного из слуг империи Скерхеда. Но в итоге в решающей тяжёлой битве Прикюа побеждают.

## Персонажи
Сора Харэватару/Кюа Скай - главная героиня сериала, 14-летняя девочка из Скайленда. В ходе спасения Эль-чан от империи Подземных попала на Землю и встретилась с Масиро у которой и поселилась. В детстве её спас загадочный герой, после этого она долго мечтала встретиться с ним, что произошло в 14-й серии. Превращается в Кюа Скай. Цвет её темы - синий.
Масиро Нидзигаока/Кюа Призм - 14-летняя девочка из Сорасидо. Живёт с бабушкой, так как её родители работают за границей. Превращается в Кюа Призм. Цвет её темы - белый.
Цубаса Юнаги/Кюа Винг - цыплёнок-фея из королевства птиц. На Земле он способен превращаться в 12-летнего человеческого мальчика. Превращается в Кюа Винг. Цвет его темы - оранжевый. Является первым мужчиной в Pretty Cure, вошедшим в состав основной команды.
Агэха Хидзири - 18-летняя девушка. Подруга детства Масиро. Также как и она живёт в Сорасидо. Умеет водить машину. Превращается в Кюа Баттерфляй. Цвет её темы - розовый. Она первая совершеннолетняя из всех прикюа.